# Dobrá Voda (Eslováquia)
Dobrá Voda é um município da Eslováquia, situado no distrito de Trnava, na região de Trnava. Tem 32,98 km² de área e sua população em 2019 foi estimada em 790 habitantes.

## Demografia
| Ano:        | 1994 | 2004   | 2014   | 2024   |
| ----------- | ---- | ------ | ------ | ------ |
| Broj ljudi: | 855  | 841    | 810    | 795    |
| Razlika:    |      | -1,63% | -3,68% | -1,85% |

| Ano:               | 2023 | 2024   |
| ------------------ | ---- | ------ |
| Número de pessoas: | 787  | 795    |
| Diferença:         |      | +1,01% |